# Сторлюс
Сторлюс (пол. Storlus) — село в Польщі, у гміні Папово-Біскупи Хелмінського повіту Куявсько-Поморського воєводства.
Населення — 288 осіб (2011).
У 1975-1998 роках село належало до Торунського воєводства.

## Демографія
Демографічна структура станом на 31 березня 2011 року:
|          | Загалом | Допрацездатний вік | Працездатний вік | Постпрацездатний вік |
| -------- | ------- | ------------------ | ---------------- | -------------------- |
| Чоловіки | 147     | 46                 | 93               | 8                    |
| Жінки    | 141     | 42                 | 81               | 18                   |
| Разом    | 288     | 88                 | 174              | 26                   |